# Dan Petrescu

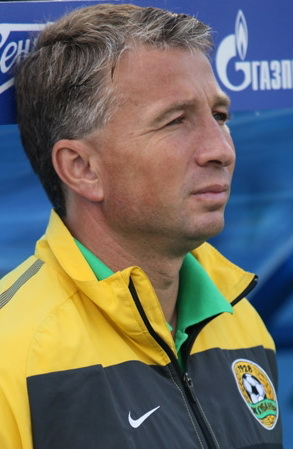
Dan Petrescu (2011)

Dan Vasile Petrescu [dan petresku] (* 22. prosince 1967, Bukurešť, Rumunsko) je bývalý rumunský fotbalový obránce a reprezentant a pozdější fotbalový trenér.
 Mimo Rumunska hrál v Itálii a Anglii. Za svou hráčskou kariéru nasbíral řadu národních i kontinentálních titulů.

## Klubová kariéra
Do A-týmu FC Steaua București byl povýšen z juniorky měsíc po triumfu klubu v PMEZ 1985/86.
- FC Steaua București 1977–1985 (mládežnické týmy)
- FC Steaua București 1985–1991
- FC Olt Scornicești 1986–1987 (hostování)
- US Foggia 1991–1993
- FC Janov 1993–1994
- Sheffield Wednesday FC 1994–1995
- Chelsea FC 1995–2000
- Bradford City AFC 2000–2001
- Southampton FC 2001–2002
- Nacional București 2002–2003

## Reprezentační kariéra
Reprezentoval Rumunsko. V A-mužstvu debutoval 29. 3. 1989 v přátelském zápase proti týmu Itálie (výhra 1:0). Celkem odehrál v letech 1989–2000 za rumunský národní tým 95 zápasů a vstřelil 12 gólů.
Zúčastnil se MS 1994 v USA, MS 1998 ve Francii, EURA 1996 v Anglii a EURA 2000 v Belgii a Nizozemsku.